# Stereotipi di genere nella tecnologia
Gli stereotipi di genere nella tecnologia, o bias di genere, si riferiscono alla presenza di pregiudizi e disuguaglianze sistematiche legate al genere all'interno del settore tecnologico e nei prodotti, servizi e algoritmi sviluppati in tale contesto.
Questo bias può manifestarsi in varie forme, come la scarsa rappresentazione delle donne e delle persone non binarie nelle carriere STEM (Scienza, Tecnologia, Ingegneria e Matematica), la progettazione di tecnologie che rispondono meno alle esigenze di alcuni generi o l'implementazione di algoritmi che pongono in svantaggio determinati gruppi demografici.
Un esempio di bias di genere nella tecnologia si osserva negli algoritmi di intelligenza artificiale (IA) e apprendimento automatico, i quali, addestrati su dati storici già influenzati da stereotipi di genere, possono perpetuare o persino amplificare tali pregiudizi. Ad esempio, studi hanno dimostrato che alcuni sistemi di selezione automatica tendono a preferire candidati maschi per posizioni lavorative, riflettendo storiche disparità di genere nel mercato del lavoro.
Il bias di genere nella tecnologia è oggetto di dibattito nel campo dell'etica dei dati, con esperti che evidenziano la necessità di processi di sviluppo inclusivi per evitare che gli algoritmi e le tecnologie riproducano stereotipi di genere e discriminazioni sistemiche.

## Stereotipi di genere nei sistemi di intelligenza artificiale
I bias di genere nei sistemi di IA emergono in vari modi, spesso a causa dei dati di addestramento utilizzati o delle decisioni di design dei modelli. Dato che molti algoritmi di IA vengono addestrati su dati storici che possono includere pregiudizi sociali, se i dati riflettono disuguaglianze o stereotipi di genere, l'IA li riprodurrà nei suoi risultati.
La mancanza di diversità nei team che sviluppano tecnologie IA può portare a scelte che non considerano adeguatamente l’impatto del genere nei modelli di intelligenza artificiale, come nel caso degli assistenti vocali progettati con voci femminili. Ad esempio Siri, Alexa e Google Assistant sono stati criticati per perpetuare stereotipi di genere, poiché spesso hanno voci femminili di default e rispondono in modi sottomessi o accondiscendenti a richieste di tipo aggressivo. Questi modelli di risposta riflettono aspettative di genere tradizionali, rafforzando l'idea di un'assistenza servizievole attribuita al genere femminile.
Un altro esempio di bias di genere nei sistemi di IA è riscontrabile nei sistemi di riconoscimento facciale, i quali hanno mostrato bias di genere e razziali, avendo maggiori difficoltà nel riconoscere accuratamente le donne, in particolare le donne di colore, rispetto agli uomini bianchi. Questi errori si devono all'addestramento su dataset non bilanciati che rappresentano in modo sproporzionato volti maschili e di persone bianche, creando così sistemi meno accurati per altri gruppi demografici.